# Повереннова Дарія Володимирівна
Да́рія Володи́мирівна Пове́реннова (рос. Повереннова Дарья Владимировна; нар. 15 червня 1972) — російська акторка театру і кіно українського походження.
Фігурантка бази даних центру «Миротворець» (за свідоме порушення державного кордону України: незаконна гастрольна діяльність на території окупованого Росією Криму).

## Біографія
Народилася 15 червня 1972 року в місті Москва в родині перекладача і акторки театру. Онучка радянського кіноактора Сергія Лук'янова. Дід народився в селі Нижнє (Донецька область, Україна). Уся рідня акторки з боку матері походить з України.[джерело?] Бабуся, Надія Тишкевич, була балериною Київського театру опери та балету. 
У 1994 році закінчила Вище театральне училище імені Б. В. Щукіна.
З 1994 року — акторка Театру імені В. В. Маяковського. На театральній сцені зіграла чимало ролей: Розаліна («Як вам це сподобається»), Катя («Діти Ванюшина»), Ганна Іванівна («Любов студента»), Шансонетка («Жертва століття»), Дружина Красномовного («Ящірка»), Лисиця Аліса («Пригоди Буратіно»), Фостін («Моє століття»), Сесіль («Рамки пристойності»).

## Особисте життя
У 19 років одружилась зі студентом театрального училища Олександром Жигалкіним, з яким прожила близько 10 років. В 1992 році народила доньку Поліну.

## Фільмографія
- 1992 — Щоденники Червоної Туфельки | Red Shoe Diaries (США) сезон 5, епізод 1
- 1994 — Венеційське дзеркало (короткометражний)
- 1994 — Літо любові | Lato milosci (Польща, Білорусь) — Соня
- 1994 — Я кохаю — Зіна Старостіна
- 1999 — День народження Буржуя (Росія, Україна) — Віра
- 2000 — Ліки для небіжчика (фільм 5)
- 2000 — Марш Турецького (1 сезон) — Катерина Петрівна, дружина Богачова
- 2000 — Траєкторія метелика — головна роль
- 2001 — День народження Буржуя — 2 (Росія, Україна) — Віра
- 2001 — ДМБ: Знову в бою — Чернікіна, старша лейтенантка
- 2001 — Зупинка на вимогу-2 — Катя
- 2001 — Сищики-1 — шаманка
- 2001 — Єрихонські труби (фільм 8)
- 2002 — Бригада — Надія, мачуха Космоса
- 2003 — Навіщо тобі алібі? — Маша
- 2003 — Чисті ключі — Віра, журналістка
- 2004 — Не забувай — Аня Пєскова
- 2004 — Паризьке кохання Костя Гуманкова — Віра, дружина Гуманкова
- 2004 — Слова і музика
- 2005 — Дівчинка з півночі — Наталя Касальська
- 2006 — Пристрасті за кіном
- 2006 — Слабкості сильної жінки — Лєра Вологдіна
- 2006 — Провінційні пристрасті
- 2006 — Про це краще не знати (Росія, Україна) — Ольга, дружина Антона
- 2006 — Скажені гроші
- 2006–2007 — Янгол-охоронець (Україна) — Олена Крижевська
- 2007 — Сплачено смертю — Аліса Крилова
- 2007 — Сад земних насолод (фільм 1)
- 2008 — Петрівка, 38. Команда Петровського — Людмила Філіпова, криміналістка у команді Петровського
- 2008 — Парі — мати Маші
- 2008 — Хлопчик і дівчинка — Діна Іванівна, вчителька англійської мови
- 2009 — Петрівка, 38. Команда Семенова — Людмила Філіпова, криміналістка
- 2009 — Меч — Олена Журова, лікарка
- 2009 — Летючий загін — Кірсанова
- 2009 — Загородзагін — Кравченко Олена Сергіївна
- 2010 — Долі загадкове завтра — Олена Коваленко
- 2010 — Родинне вогнище — Настя Давидова
- 2010 — Глухар. «Знову Новий!» — багатодітна мати
- 2010–2013 — Єфросинія (Росія, Україна) — Ганна
- 2011 — Терміново в номер-3 — Варвара Китайгородцева, подруга Вікі
- 2011 — Сімейний детектив — Валентина, колишня дружина Гордєєва
- 2011 — Гра — Наталя Кравцова, колишня дружина Павла Бєлова, підприємиця
- 2011 — Далекобійники-3 — Меркулова Ірина, господиня салону краси
- 2011 — Група щастя — Інна Краснова, дружина Андрія
- 2012 — Твій світ
- 2012 — Передчуття — Соня, дружина Васильєва
- 2012 — Джамайка — Вікторія Самгіна
- 2013 — Тихе полювання — Лариса Єгошина, співробітниця СК
- 2013 — Лісник — Олена Сурікова, екологиня
- 2013 Янгол чи демон — Аверіна Олена, мати Маші
- 2014 — Безсоння — Марина Івлєва
- 2014 — Самара-2 — Казанцева Віра Іванівна, лікарка